# Sarakin

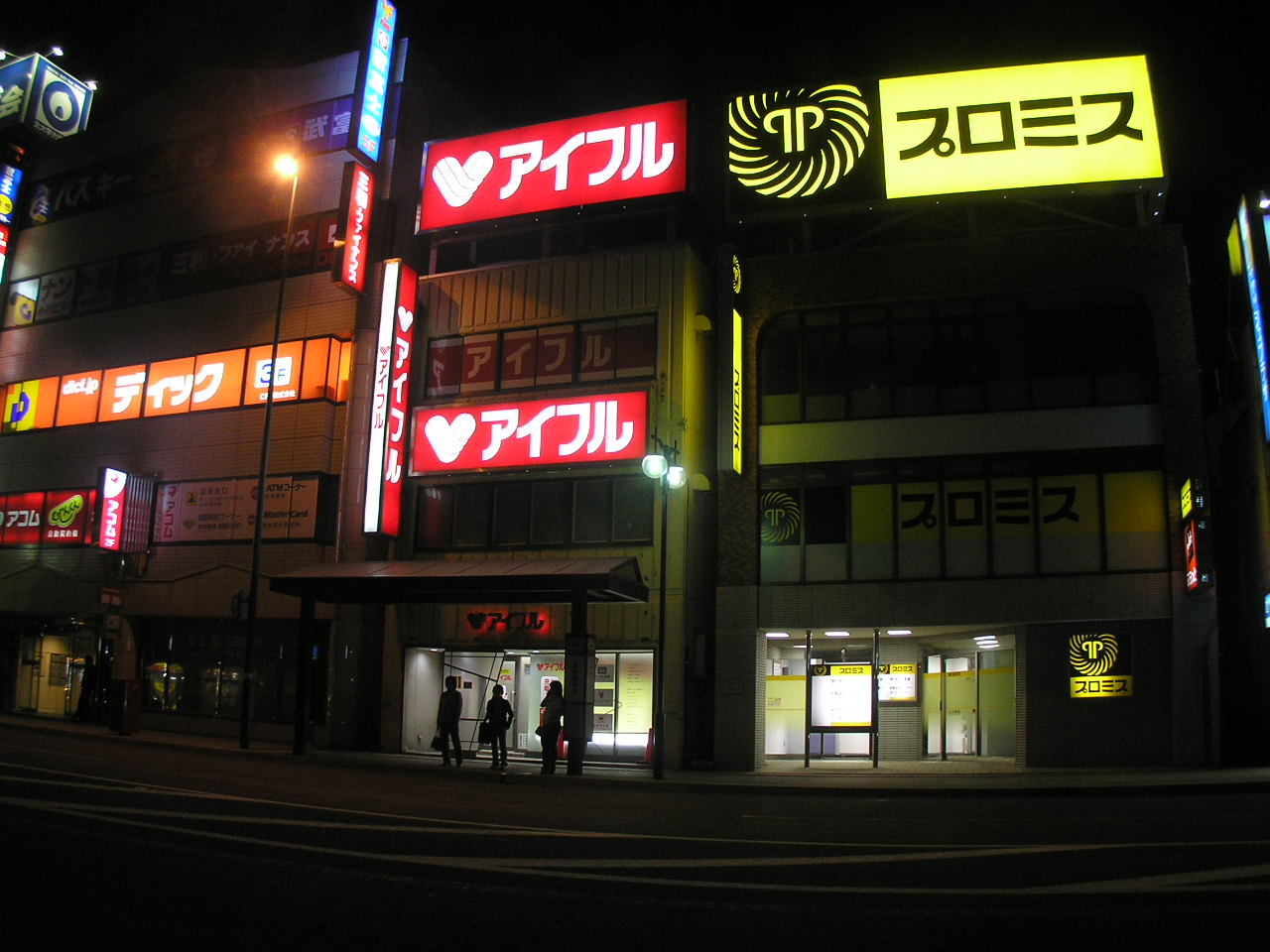
Sarakin, Hokkaido

Sarakin (jap. サラ金) – rodzaj pożyczki, kredytu konsumpcyjnego w Japonii, udzielanego bez gwarancji, na wysoki procent; także pożyczkodawca jej udzielający.

## Nazwa
Słowo „sarakin” – sara(rī-man) kin(yū) – pochodzi od „sararī-man” oznaczającego japońskiego pracownika umysłowego (osobę otrzymującą stałą płacę) i „kin'yū” oznaczającego obrót pieniężny, warunki kredytowe, finansowanie.

## Historia
Kredyty konsumpcyjne udzielane są w Japonii przez czterech pożyczkodawców: banki, firmy kredytowe shinpan, sprzedawców detalicznych i firmy kredytowe sarakin. System sarakin został powołany do życia w 1953, zastępując wywodzący się z okresu Meiji system kōri-kashi (w wolnym tłum. system wysokich odsetek). Zaowocowało to powstaniem wielu małych biur udzielania kredytów, pozostających poza kontrolą systemu bankowego, co pozwoliło im na praktykowanie lichwy na wielką skalę.
W latach 70. XX wieku sarakin zajmowały wysoką pozycję na rynku kredytowym, udzielając wysoko oprocentowanych pożyczek klientom o bardzo niskiej zdolności kredytowej – stopa oprocentowania przekraczała nawet ustawowe maksimum 109%. Wiele sarakin było prowadzonych przez członków yakuzy – udzielały one kredytów m.in. na pokrycie długów hazardowych. Spłaty przez dłużników były często wymuszane przy pomocy gróźb i użyciu siły. Sarakin finansowały się przez pożyczki bankowe – banki chętnie zapewniały im środki finansowe, ponieważ same, nie mając doświadczenia w udzielaniu kredytów konsumenckich, niechętnie się angażowały w tego typu działalność.
Wkrótce jednak, dzięki kampanii społecznej w proteście przeciwko zwiększającej się liczbie samobójstw wskutek niemożności spłaty długów wobec sarakin – firmy te zostały poddane regulacji. Od 1983 roku roczna stopa oprocentowania kredytu nie mogła przekraczać 73%, a od 1988 – 40% – inne źródła podają 73% od 1983, 54,75% od 1984 i 40% od 1990, wprowadzono również limity kwot udzielanych kredytów, a pracodawcom zezwolono na udzielanie pożyczek konsumpcyjnych swoim pracownikom. Ponadto wprowadzono zakaz windykacji długu przy użyciu siły.
Nowe regulacje doprowadziły do drastycznego spadku liczby sarakin z 97 tys. jeszcze w 1983 do 44 tys. w 1984 – prawie 50% w ciągu jednego roku. Cztery największe firmy typu sarakin, operujące na rynku japońskim to: Takefuji, Acom, Promise i Lake. W 2006 roku ponownie zaostrzono regulację sarakin – roczna stopa oprocentowania kredytu musiała spaść w ciągu pięciu lat do poziomu 20%.